# William Leushner
William David Franz „Bill” Leushner (ur. 27 listopada 1863 w Cookstown w Innisfil, zm. 25 października 1935 w Buffalo) – amerykański strzelec pochodzenia kanadyjskiego, wielokrotny medalista olimpijski.

## Życiorys
Był z pochodzenia Kanadyjczykiem, jednak w wieku 16 lat wyemigrował do Buffalo w stanie Nowy Jork. Mając 19 lat wstąpił do 74 Pułku Gwardii Narodowej. Przez ponad 50 lat był członkiem nowojorskiej Gwardii Narodowej (w 1908 roku był sierżantem, awansując finalnie do stopnia podpułkownika). Służył głównie w rejonie Buffalo, gdzie przez 16 lat był nadinspektorem i płatnerzem w 174. Zbrojowni w Buffalo. W czasie I wojny światowej walczył podczas sporu granicznego z Meksykiem (1914), a także przez rok pełnił służbę w Koblencji w amerykańskiej armii okupacyjnej.
Leushner dwukrotnie uczestniczył w igrzyskach olimpijskich (IO 1908, IO 1912), na których wystąpił łącznie w dziewięciu konkurencjach. Zdobył cztery medale, wszystkie w konkurencjach drużynowych. Jedyny tytuł mistrzowski wywalczył w 1908 roku w karabinie wojskowym. Cztery lata później został wicemistrzem w rundzie pojedynczej do sylwetki jelenia i dwukrotnym brązowym medalistą w strzelaniu z karabinu małokalibrowego (w postawie leżącej i w wersji ze znikającą tarczą).
Trzykrotnie wygrał National Rifle Association’s Members Trophy (1901, 1903, 1908).

## Wyniki

### Igrzyska olimpijskie
| Igrzyska | Konkurencja                                              | Wynik                                               | Miejsce | Źródło |
| -------- | -------------------------------------------------------- | --------------------------------------------------- | ------- | ------ |
| IO 1908  | Karabin dowolny, 1000 jardów                             | 89 pkt.                                             | 11      | [ 1 ]  |
| IO 1908  | Karabin wojskowy, drużynowo                              | 2531 pkt. (druż.) 430 pkt. ind. (71–75–73–73–67–71) |         | [ 2 ]  |
| IO 1912  | Karabin małokalibrowy, dowolna postawa, 50 m             | 189 pkt.                                            | 7       | [ 3 ]  |
| IO 1912  | Karabin małokalibrowy leżąc, 50 m, drużynowo             | 744 pkt. (druż.) 188 pkt. (ind.)                    |         | [ 4 ]  |
| IO 1912  | Karabin małokalibrowy, znikająca tarcza, 25 m            | 206 pkt.                                            | 24      | [ 5 ]  |
| IO 1912  | Karabin małokalibrowy, znikająca tarcza, 25 m, drużynowo | 881 pkt. (druż.) 216 pkt. (ind.)                    |         | [ 6 ]  |
| IO 1912  | Runda pojedyncza do sylwetki jelenia                     | 37 pkt.                                             | 9       | [ 7 ]  |
| IO 1912  | Runda pojedyncza do sylwetki jelenia, drużynowo          | 132 pkt. (druż.) 38 pkt. (ind.)                     |         | [ 8 ]  |
| IO 1912  | Runda podwójna do sylwetki jelenia                       | 49 pkt.                                             | 15      | [ 9 ]  |